# Soldanella villosa
Soldanella villosa är en viveväxtart som beskrevs av Labarrère. Soldanella villosa ingår i släktet alpklockor, och familjen viveväxter. Inga underarter finns listade i Catalogue of Life.

## Bildgalleri

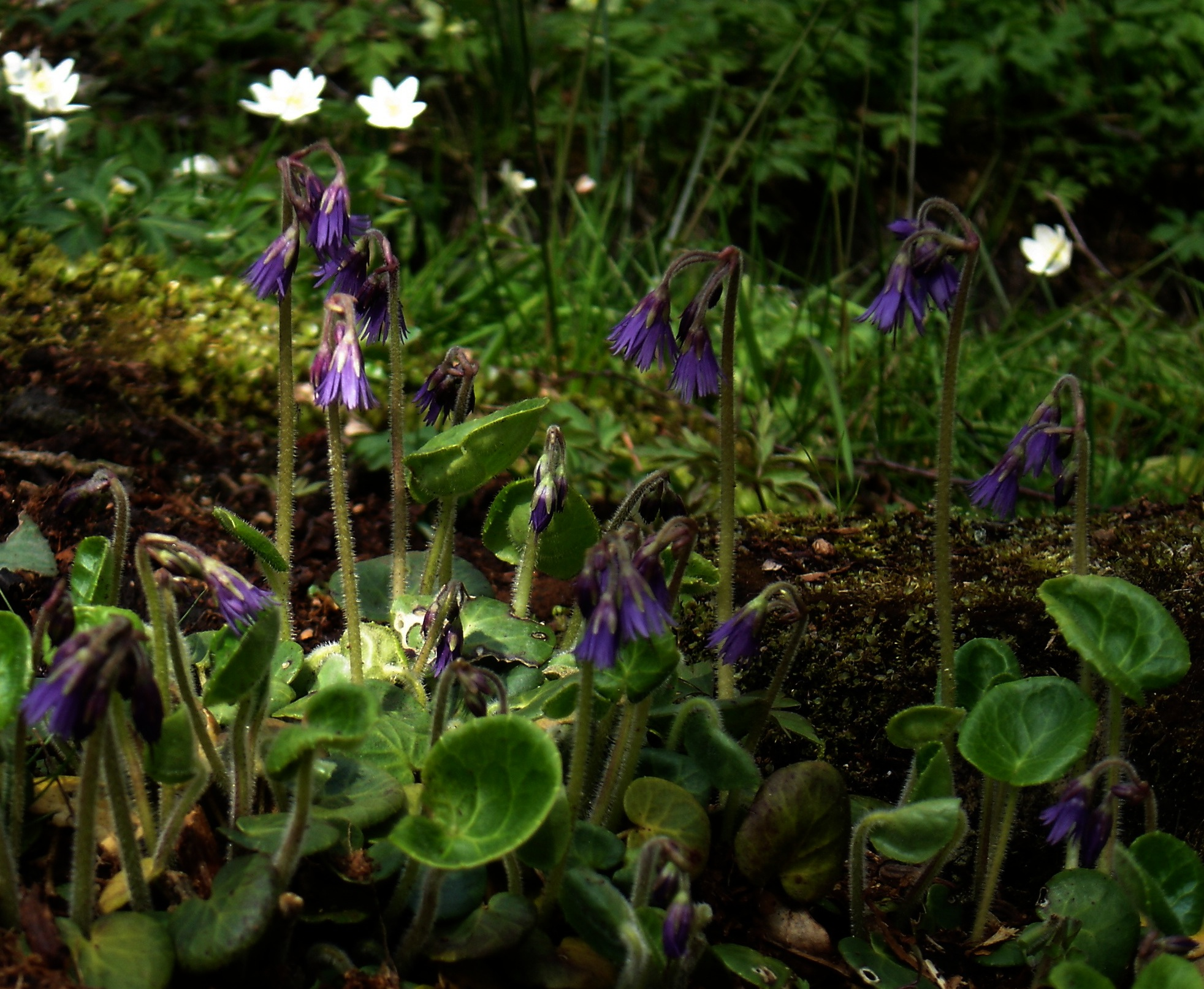
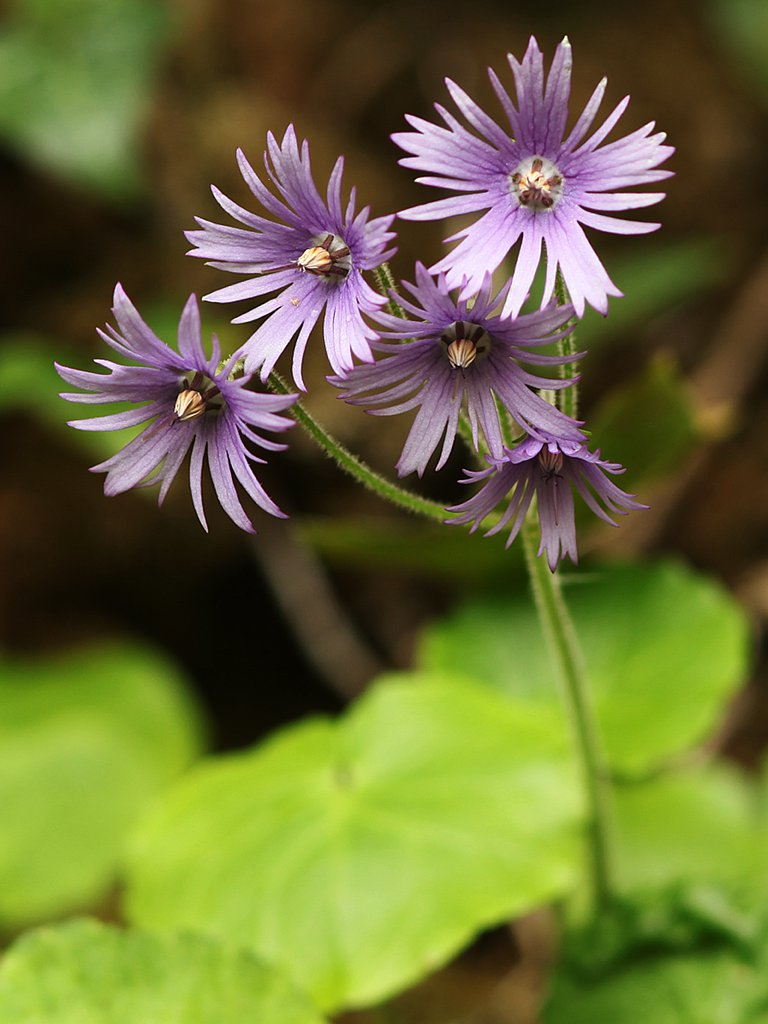
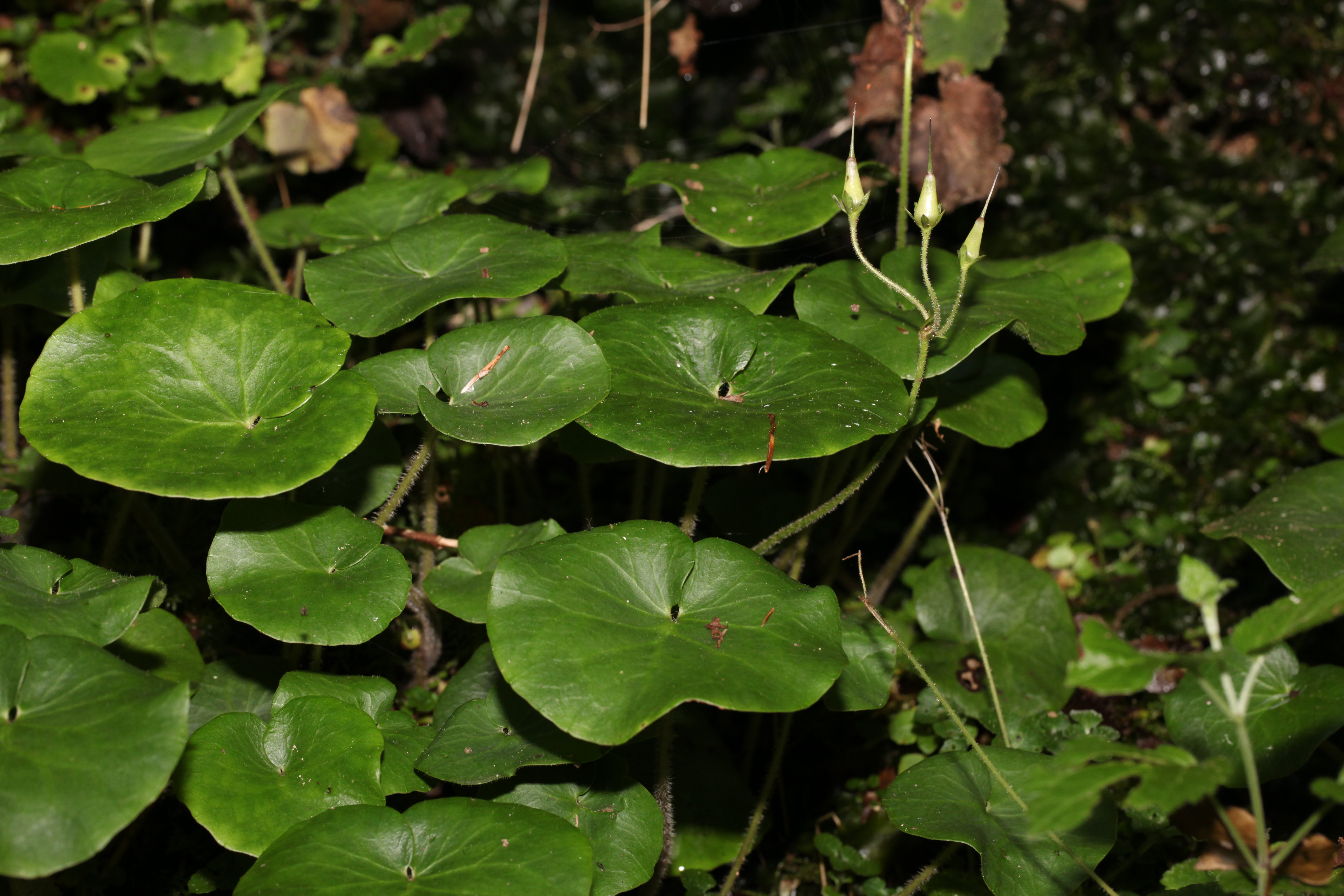
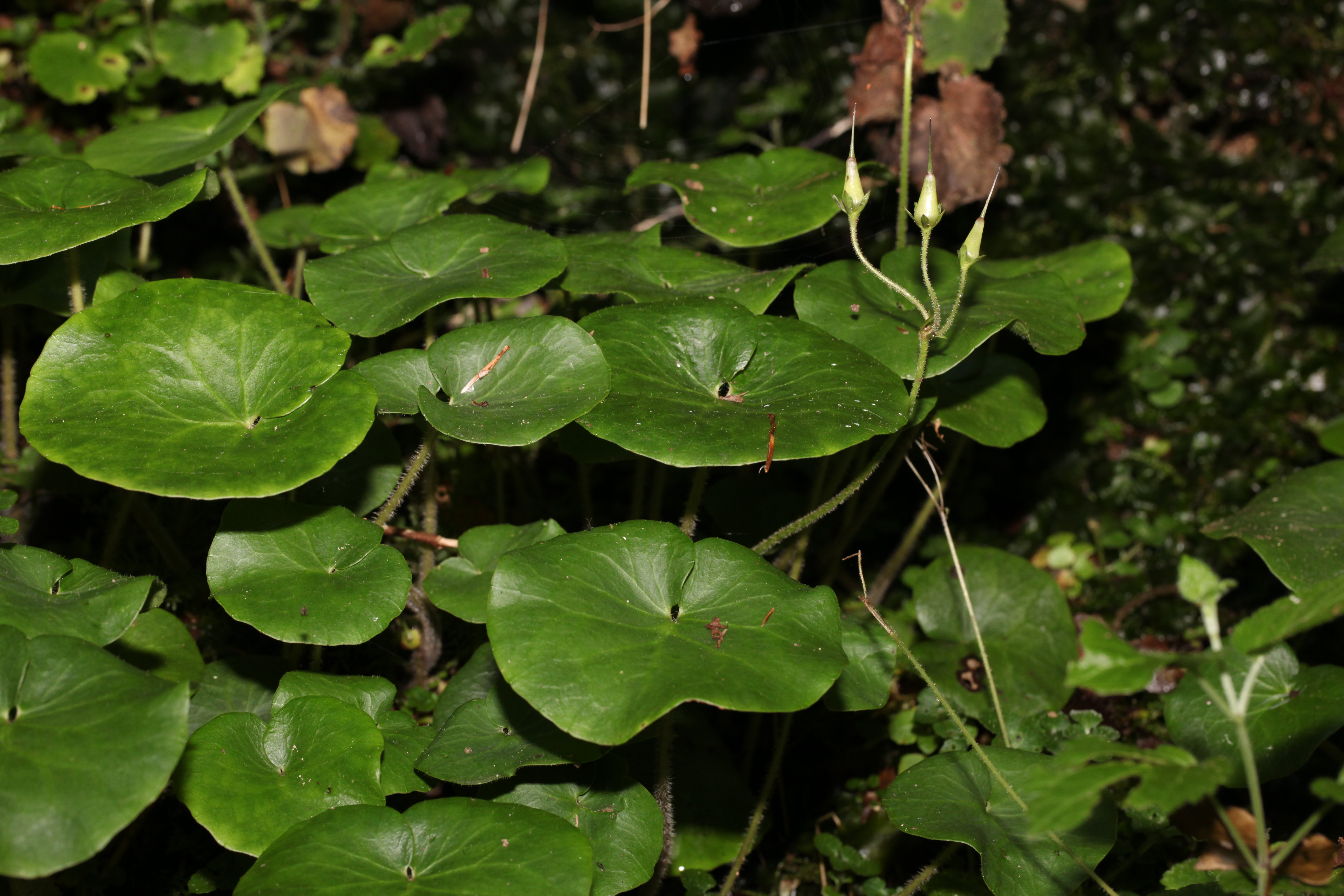